# Malta na Mistrzostwach Europy w Lekkoatletyce 2014
Malta na Mistrzostwach Europy w Lekkoatletyce 2014 – reprezentacja Malty podczas Mistrzostw Europy w Zurychu liczyła 2 zawodników.

## Występy reprezentantów Malty

### Mężczyźni

#### Konkurencje biegowe
| Konkurencja   | Zawodnik    | Eliminacje | Eliminacje | Półfinał | Półfinał | Finał    | Finał | Źródło |
| Konkurencja   | Zawodnik    | Rezultat   | Poz.       | Rezultat | Poz.     | Rezultat | Poz.  | Źródło |
| ------------- | ----------- | ---------- | ---------- | -------- | -------- | -------- | ----- | ------ |
| Bieg na 100 m | Kevin Moore | 10,49 NR   | 28.        | NQ       | NQ       | NQ       | NQ    | [ 1 ]  |
| Bieg na 200 m | Kevin Moore | 21,03 NR   | 21.        | NQ       | NQ       | NQ       | NQ    | [ 2 ]  |

### Kobiety

#### Konkurencje techniczne
| Konkurencja | Zawodniczka       | Eliminacje | Eliminacje | Finał    | Finał   | Źródło |
| Konkurencja | Zawodniczka       | Rezultat   | Pozycja    | Rezultat | Pozycja | Źródło |
| ----------- | ----------------- | ---------- | ---------- | -------- | ------- | ------ |
| Skok w dal  | Rebecca Camilleri | 6,17       | 22.        | NQ       | NQ      | [ 3 ]  |